# Obergericht Takamatsu

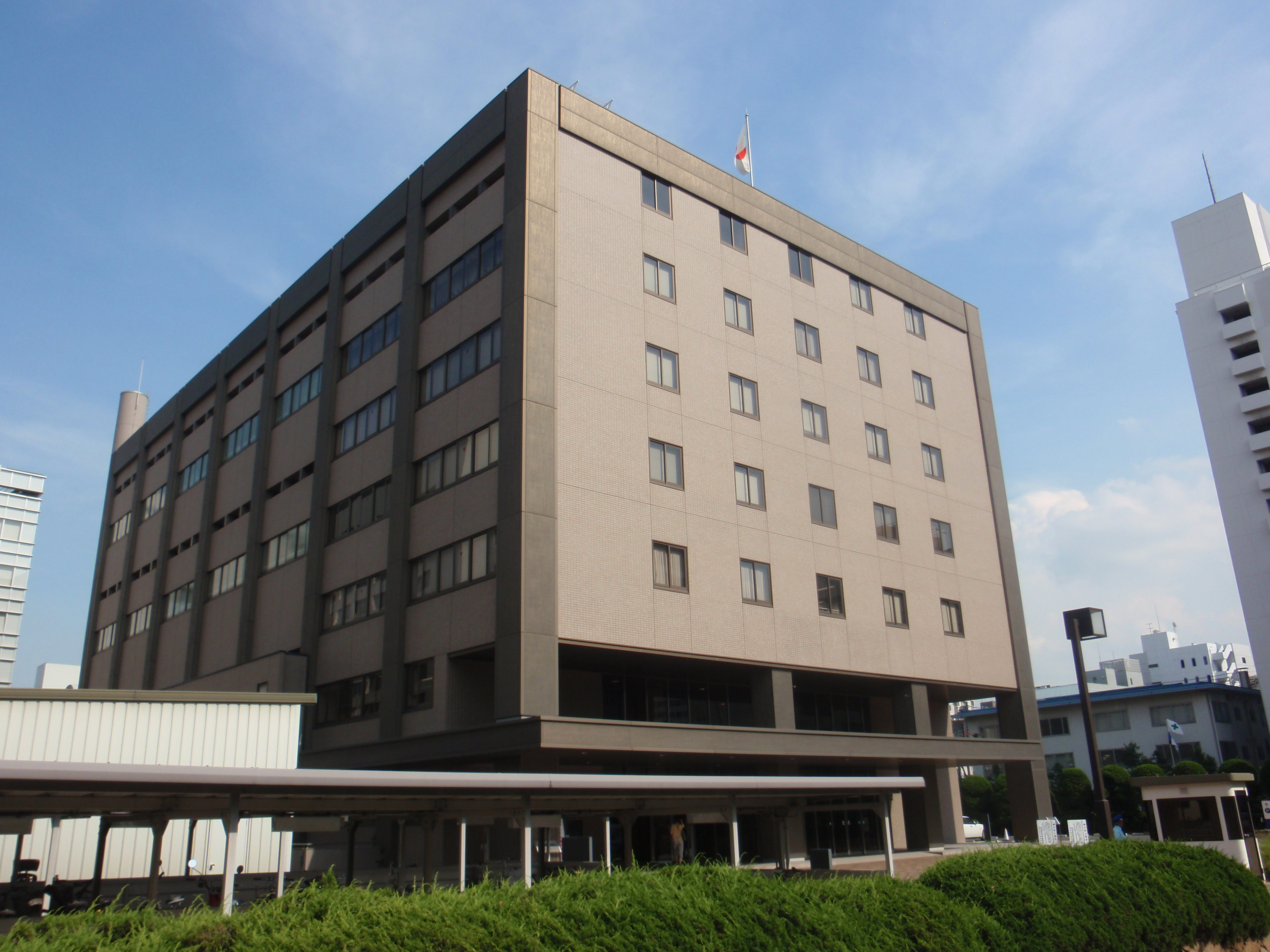
Takamatsu High Court und Takamatsu District Court in Marunouchi, Takamatsu, Kagawa.

Das Obergericht Takamatsu (jap. 高松高等裁判所, Takamatsu kōtō-saiban-sho) ist eines von acht japanischen Obergerichten und hat seinen Sitz in Takamatsu, der Hauptstadt der Präfektur Kagawa. Der Gerichtsbezirk umfasst die westjapanische Region Shikoku bestehend aus den Präfekturen Kagawa, Tokushima, Kōchi und Ehime, oder naturgeographisch: der Insel Shikoku und hunderten weiteren Inseln der Region. Übergeordnet ist nur der Oberste Gerichtshof.